# Pristis tokunagai
Pristis tokunagai is een tweekleppigensoort uit de familie van de Tellinidae. De wetenschappelijke naam van de soort is voor het eerst geldig gepubliceerd in 1936 door Ikebe.